# Пожидаев, Дмитрий Александрович
Дмитрий Александрович Пожидаев (20 марта 1970) — советский и российский футболист, защитник.

## Биография
Воспитанник ленинградского футбола. На уровне команд мастеров начал выступать в 1989 году в составе ленинградского «Динамо» во второй лиге. В дальнейшем выступал за российские клубы «Прогресс» (Черняховск), «Торпедо» (Арзамас), «Энергетик» (Урень), «Нефтехимик» (Нижнекамск) в первом, втором и третьем дивизионах. В «Прогрессе» и «Торпедо» составлял пару центральных защитников с другим воспитанником ленинградского футбола — Виталием Литвиновым. Отличался высокой для защитника результативностью, так как был исполнителем пенальти и других стандартных положений, лучший результат — 14 голов за «Энергетик» в сезоне 1997 года.
В 2000 году перешёл в клуб высшей лиги Казахстана «Восток» (Усть-Каменогорск). Дебютный матч за клуб сыграл 16 апреля 2000 года против «Кайсара», а всего принял участие в 9 матчах чемпионата страны и одной игре Кубка Казахстана.
После возвращения в Россию провёл один сезон во втором дивизионе за «Коломну», а также играл за любительские команды Санкт-Петербурга. В составе СКА в 2001 году стал финалистом Кубка МРО «Северо-Запад».
По состоянию на 2021 год работал детским тренером в СШОР № 1 «Московская Застава» (Санкт-Петербург).